# خط‌الرأس

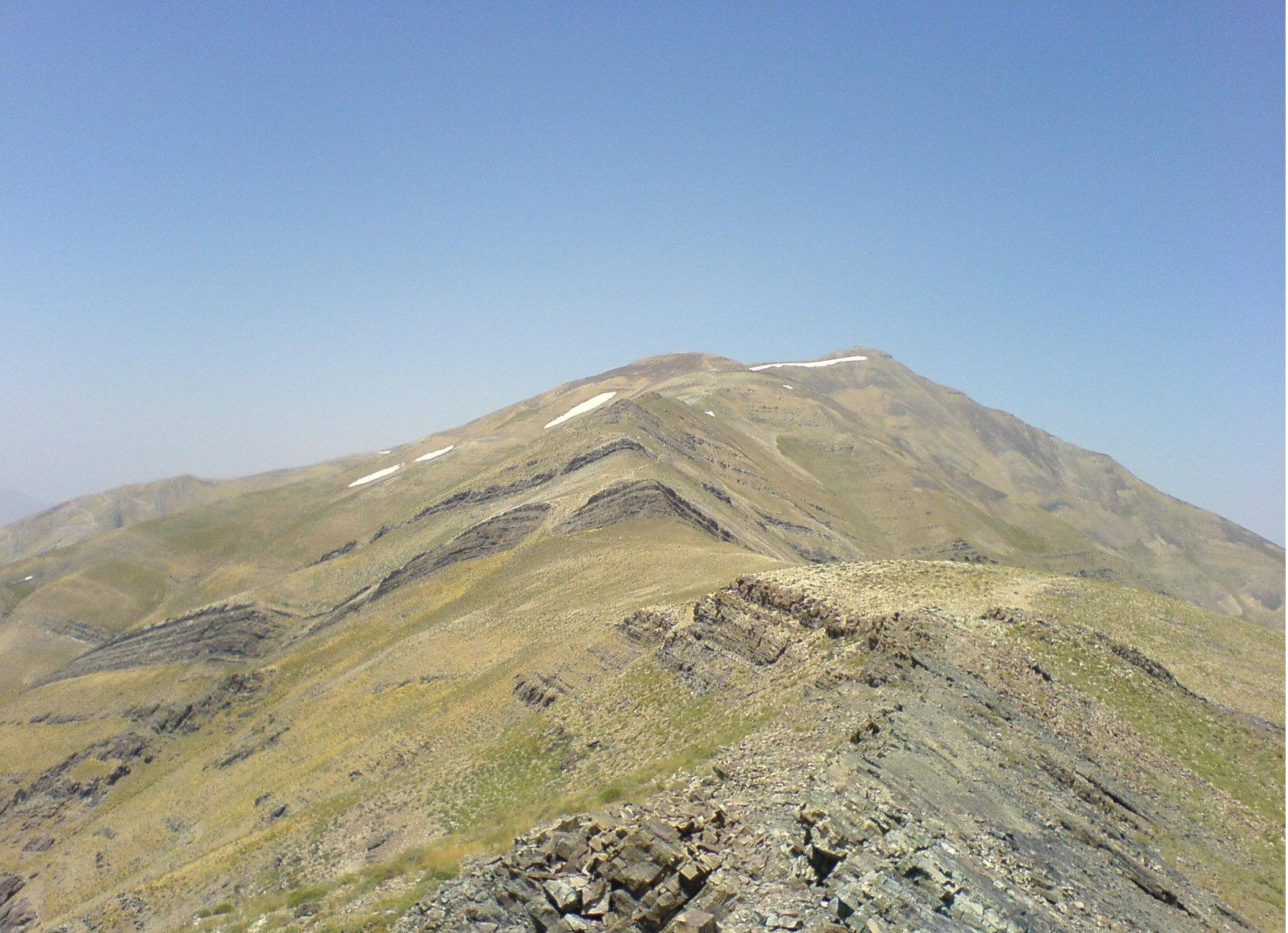
خط الرأس توچال بین قله‌های پیازچال و توچال

خط الرأس یا میان‌آب یا آب پخشان به خط اصلی یا بلندترین یال واسط دو قله گفته می‌شود. خط‌الرأس محل برخورد دو دامنه در بالاست که محل تقسیم آب باران است. خط الرأس یک چین خطی فرضی است و بالاترین نقاط یک چین را به‌هم وصل می‌کند. خط الرأس (میان‌آب) همیشه رأس مشخصی ندارد. امکان دارد به‌صورت گنبدی یا هموار و به صورت یک دشت باشد. گاهی خط الرأس و لولای چین به صورت خط واحدی هستند و در پاره‌ای موارد این دو خط با یکدیگر متفاوت‌اند.
خط‌الرأس اصلی محل تقسیم دو حوضه آبریز جداگانه است، در حالی که خط‌الرأس فرعی با این که محل تقسیم آب باران است اما آب‌های هر دو بخش آن به یک حوضه آبریز ریخته می‌شود.